# Бертрам Левин
Бертрам Левин (на английски: Bertram D. Lewin) е американски психоаналитик и редактор на психоаналитичен тримесечник. Анализиран е от Франц Александер в Берлин.